# Данилевський Василь Якович
Васи́ль Я́кович Даниле́вський (13 січня (25 січня) 1852 — 25 лютого 1939) — український фізіолог, завідувач кафедри фізіології Харківського університету та Харківського медичного інституту, засновник і директор Органотерапевтичного інституту (зараз Інститут проблем ендокринної патології імені В. Я. Данилевського Національної академії наук України), академік АН УРСР, заслужений діяч науки УРСР, Заслужений професор УРСР. Один з перших електрофізіологів в Україні. Рідний брат Данилевського Костянтина Яковича.

## Біографія

### Родина
Василь Данилевський народився 13 січня 1852 року в родині годинникового майстра Якова Петровича Данилевського в місті Харків. Батько був не тільки годинникарем, але й захоплювався хімією, мінералогією, фотографією. Останні роки життя заробляв гроші для родини за рахунок фотографії. Мати — Олена Степанівна. В родині було семеро дітей. Старшим був брат Олександр, майбутній біохімік. Брат Костянтин став винахідником, працював лікарем, вивчав електрофізіологію, розробляв літальні пристрої тощо.

### Казанський період
Середню освіту Василь Данилевський розпочав у Другій харківській гімназії (1862—1864). Через матеріальні труднощі родини юнак переїхав до Казані, де закінчив із золотою медаллю Другу казанську гімназію (1868) [1]. Бажання стати медиком, як старший брат (професор Олександр Якович Данилевський викладав медичну хімію та фізику у місцевому університеті), не здійснилось — за віком його не прийняли на медичний факультет. Щоб не гаяти часу, Василь вступив вільнослухачем до фізико-математичного факультету Казанського університету. У 1869 р. він зарахований на перший курс медичного факультету. Лекції читали відомі вчені: аналітичну хімію викладав Олександр Бутлеров, анатомію — Петро Лесгафт, фізіологію — Микола Ковалевський. Студент відвідував лекції зоолога Миколи Вагнера, філософа Матвія Троїцького, астронома Маріяна Ковальського, математика Петра Котельникова.
Проте восени 1870 року з Казанського університету звільнився Олександр Данилевський через підтримку вигнаного з факультету анатома Петра Лесгафта, і Василь втратив грошову підтримку та житло. Він був вимушений повернутися до Харкова, а разом з тим перевівся на другий курс медичного факультету Імператорського Харківського університету.

### Навчання у Харкові
На курсі викладали відомі вчителі-медики: — професор фізіології та загальної патології Іван Щелков, професор загальної терапії і діагностики Аркадій Якобій, офтальмолог Леонард Гіршман, професор хірургії і захворювань очей Вільгельм Грубе, у клініці якого Данилевський з 1874 року був ординатором з хімічного аналізу.
У Харкові Василь Данилевський розпочав наукову роботу в фізіологічній лабораторії професора І. П. Щелкова, де підготував першу працю «О разложении азотистых веществ при мускульной деятельности», яку відзначено золотою медаллю. У 1872—1874 рр. вийшли друком 3 статті, присвячені фізіології м'язів, які молодий вчений узагальнив у монографії 1876 р. «О происхождении мускульной силы». У 1874 р. В. Я. Данилевський з відзнакою закінчив медичний факультет Харківського університету.

### Освітня діяльність
У Харківському університеті Василь Якович захистив дисертацію за темою «Исследования по физиологии головного мозга» і одержав ступінь доктора медицини (1877).
У 1878—1880 рр. для удосконалення з фізіології вчений перебував у науковому відрядженні в німецьких університетах — Вюрцбурзькому, Ерлангенському і Лейпцізькому.
З 15 лютого 1880 р. В. Я. Данилевський призначений доцентом зоофізіології Харківського ветеринарного інституту. З 1882 р. він доцент, з 1883 р. — екстраординарний професор по кафедрі зоології фізико-математичного факультету Харківського університету.
З 1886—1909 рр. — ординарний професор кафедри фізіології медичного факультету Харківського університету, завідувач фізіологічної лабораторії. У 1908 р. вченому присвоєно звання Заслуженого професора.
У 1910 р В. Я. Данилевський — перший директор і професор фізіології Харківського жіночого медичного інституту, заснованого Харківським медичним товариством.
У створення інституту він вклав багато зусиль як голова організаційного комітету. У 1912 р. Василь Якович вийшов у відставку, залишившись викладачем фізіології в цьому закладі.
В. Я. Данилевський очолював кафедру нормальної фізіології Харківського університету (1917—1920), а після закриття останнього — кафедру нормальної фізіології у щойно заснованому Харківському медичному інституті (1920—1926). Вчений є ініціатором створення та директором Українського Інституту праці у Харкові (1922).
У 1919—1930 рр. Василь Якович — організатор і перший директор Органотерапевтичного інституту Харківського медичного товариства (з 1927 р. — Український органотерапевтичний інститут, нині — ДУ «Інститут проблем ендокринної патології ім. В. Я. Данилевського НАМН України»).
У 1926 році В. Я. Данилевського обрано дійсним членом Академії наук УРСР за видатні заслуги в галузі фізіології. У тому ж році йому присвоєно звання Заслуженого діяча науки УРСР.
У 1931 р. професор залишив посаду директора Українського органотерапевтичного інституту та очолив науково-дослідний сектор, яким керував до кінця життя.
Видатний фізіолог помер 25 лютого 1939 р. у м. Харків. Похований на міському кладовищі № 13.

### Наукова та педагогічна робота

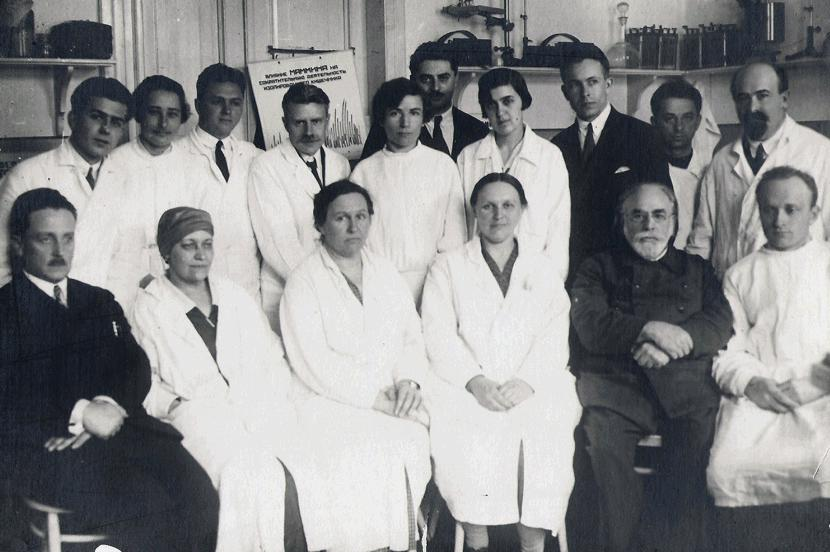
Другий справа сидить Данилевський Василь

У 1921 р. вийшла постанова РНК УРСР про всебічне забезпечення професора В. Я. Данилевського, що створило умови для подальшого успішного продовження його наукової діяльності.
Вченому належать праці з вивчення фізіології нервової системи, загальної і порівняльної фізіології, протистології, електрофізіології тощо. Експериментальні дослідження науковця і його учнів в галузі електрофізіології стосувались трьох напрямів: вивчення біоелектричних явищ головного мозку, дослідження впливу електричного струму на різні частини нервової системи та з'ясування фізіологічного впливу електромагнітного поля і його коливань на збудливість нервових волокон. Професор провів перші в країні дослідження реєстрації електричних явищ у головному мозку собаки (1876). Разом з М. І. Сєченовим розробив основи електроенцефалографії.
В. Я. Данилевський — один із творців еволюційного напряму у фізіології і патології, вперше виявив провідну роль вищих відділів центральної нервової системи в регуляції вегетативних функцій організму, поклав початок вивченню фізіології гіпнозу у тварин та людини (1881).
Василь Якович є одним з основоположників фізіології праці. Він засновник ендокринології в Україні, створив новий розділ фізіології ендокринних залоз. Вчений є автором оригінального методу приготування лікарських органопрепаратів та гормональних засобів. Створив порівняльний та експериментальний напрям у вивченні малярії. Виявив і вивчив паразитів крові птахів.
Академік В. Я. Данилевський є автором понад 200 наукових праць, серед яких:
·       Danilewsky, B. Experimentelle Beiträge zur Physiologie des Gehirns. Pflüger, Arch. 11, 128—138 (1875). https://doi.org/10.1007/BF01659296;
·       О происхождении мускульной силы. — Харьков, 1876;
·       Исследования по физиологии головного мозга. — Москва, 1876;
·       О суммировании электрических раздражений мышц и двигательных (блуждающих) нервов. — С.-Петербург, 1879;
·       Душа и природа. — Харьков, 1889; 1897;
·       Чувство и жизнь. — Харьков, 1895;
·       Исследования над физиологическим действием электричества на расстоянии: В 2 ч. — Харьков, 1900–01;
·       Физиология человека: В 3 т. — Москва, 1913–15;
·       Очерки по физиологии социальных недугов. — Харьков, 1914;
·       Труд и отдых. — Харьков, 1921;
·       Труд и жизнь. — Харьков, 1922;
·       Жизнь и солнце: Физиологические очерки. — Харьков, 1923;
·       Учебник физиологии человека. — Харьков, 1923; 1926; 1929;
·       Гипнотизм. — Харьков, 1924;
·       Физиология труда: общедоступные очерки. — Харьков, 1927;
·       К вопросу о физиологическом обосновании гиппократизма («целительные силы природы») // Труды по эндокринологии и органотерапии. — Харьков, 1930. — Вып. 1.

### Суспільна робота
- У 1887—1888 рр. В. Я. Данилевський брав участь в організації Харківської громадської бібліотеки (нині Харківська державна наукова бібліотека ім. В. Г. Короленка).
- У 1891 р. — ініціатор створення безкоштовної народної бібліотеки-читальні Харківського товариства грамотності, очолив комітет зі створення сільських бібліотек у Харківській губернії (1894).
- Почесний член Харківського медичного товариства (1900).
- У 1902—1905 рр. — голова правління Харківського товариства поширення в народі грамотності.
- У 1903 р. за активної участі В. Я. Данилевського відбулось створення і відкриття Народного Дому, зорієнтованого на просвітницьку роботу серед малозабезпечених робітників, жінок і дітей.
- У 1906—1910 рр. Василь Якович — ініціатор і головний редактор видання «Народной энциклопедии научных и прикладных знаний» у 14 тт.

Обирався членом Вченої ради Народного Комісаріату Охорони здоров'я УРСР, Наукового комітету Народного Комісаріату Просвіти УРСР.

## Нагороди та відзнаки
- 1889 р. — премія ім. Монтьона (Montyon) від Паризької Академії Наук;
- 1894 р. — премія ім. К. Бера від Петербурзької Академії Наук;
- 1900 р. — премія ім. А. Хойнацького від Варшавського університету;
- 1902 р. — премія ім. П. М. Юшенова від Військово-медичної Академії;
- 1907 р. — медаль на честь Мері Кінгслі від Інституту тропічної медицини (Ліверпуль) (1907)[6];
- 1908 р. — звання Заслуженого професора Харківського університету;
- 1926 р. — дійсний член Академії наук УРСР;
- 1926 р. — почесне звання Заслуженого діяча науки УРСР[5].

## Пам'ять
- На честь вченого названий Інститут проблем ендокринної патології ім. В. Я. Данилевського НАМН України
- Ім'ям Василя Данилевського названа вулиця в Харкові.